# شیرین‌بیان
شیرین‌بیان (نام علمی: Glycyrrhiza glabra) گیاهی خودرو از تیرهٔ سبزی‌آساها، بومی جنوب اروپا، شمال آفریقا و نواحی معتدل آسیا است. برگ‌های آن مرکب است و از ۴ تا ۷ زوج برگ به اضافهٔ یک برگچهٔ انتهایی تشکیل یافته‌است که به سبب ترشح شیره، چسبنده‌اند. گل‌هایش مایل به آبی و میوه‌اش شامل ۵ تا ۶ دانهٔ مایل به قهوه‌ای است. ریشه و ساقهٔ زیرزمینی آن مصرف دارویی دارد. ریشه‌ها و پاجوش‌های این گیاه دارای پوستی قهوه‌ای‌رنگ یا سیاه و مغز زردرنگ است.
نام دیگر شیرین‌بیان در فارسی، مَهْک است. در گویش اصفهان و طب سنتی قدیم به مجو (mej-jo) نیز شهرت دارد و در مناطق بختیاری به آن میجی می گویند. در متون کهن کشاورزی به شیرین‌بیان، سوس گفته می‌شود و ریشهٔ آن را اصل سوس گویند. در کتاب معرفت فلاحت می‌خوانیم که: «و اگر اصل سوس را در آب بجوشند و تخم خربزه در آن آغشته کنند و بعد از آن زراعت کنند از کرم محفوظ ماند.»
در اکثر نقاط ایران نظیر لارستان، آذربایجان، بختیاری و در استان اصفهان منطقه فریدن و شهرستان اقلید و در دشت نهاوند اراضی روستای کرک  به فراوانی می‌روید بیشتر ریشه اش  و برای مصارف دارویی برداشت می‌شود. 

## مشخصات
شیرین‌بیان از زمرهٔ گیاهان بنشنی و بومی جنوب اروپا و قسمت‌هایی از آسیاست. این گیاه از رستنی‌های علفی چندساله‌است. ارتفاع این گیاه تا یک متر و در نواحی معتدل تا دو متر می‌رسد. طول برگ‌های باریک آن از ۷ تا ۱۵ سانتیمتر است و شامل ۹ تا ۱۷ برگچه‌است. برگچه‌ها بیضوی بوده، کناره آن‌ها صاف است. گل‌های این گیاه به رنگ‌های ارغوانی، زرد یا بنفش یا آبی مایل به سفید است و به صورت مجتمع در انتهای ساقه‌های گل‌دهنده مشاهده می‌شود. زمان ظهور گل‌ها اوایل تابستان است. میوهٔ این گیاه، غلافی و مستطیل شکل به طول ۲ تا ۳ سانتیمتر است و معمولاً هر میوه دارای ۳ تا ۶ عدد دانهٔ لوبیا شکل است.
شیرین بیان انواع مختلف دارد:
- گونه اسپانیایی «G. typical» که میوه آن صاف و بدون کرک است و پاجوش‌های قهوه‌ای به قطر ۶ تا ۱۸ میلی‌متر دارد.
- گونه روسی «G. glandulifera» که برگ‌های آن چسبناک است و ریشه‌های متعدد به ضخامت ۵ سانتیمتر دارد. پوست ریشه آن فلس‌دار و قهوه‌ای رنگ است و شیرینی ملایم دارد.
- گونه ترکی «G. pallida» که ضخامت ریشه آن حدود ۸ سانتیمتر است.
- گونه ایرانی «G. violacca» که ریشه‌های آن نیز نسبتاً ضخیم است.

این گیاه (گونه ایرانی «G. violacca) در دشت رباط ترک و مزارع اطراف رویش دارد.

## ترکیبات شیمیایی
عصاره شیرین بیان حاوی ترکیبات مختلفی بوده که مهمترین آن گلیسیرریزین می‌باشد. در اثر هیدرولیز به اسیدگلیسیریتینک و دو مولکول گلوگورونیک اسید و آب تبدیل و شیرینی خود را از دست می‌دهد. همچنین فلاونوئیدها و ایزوفلاونوئیدها، تری پنوئیدها، استرودل‌ها، روغن‌های فرار و مقداری نشاسته، قند شامل گلوکز و ساکاروز، لیگنین، اسیدهای آمینه، آمین‌ها و موم‌ها نیز در آن موجود می‌باشد.

## تاریخچه
بابلیان در حدود ۴۰۰۰ سال پیش شیرین بیان را به عنوان تقویت‌کننده بدن می‌شناخته‌اند. همچنین مصریان عهد باستان از ریشه آن عصاره تهیه می‌کرده‌اند؛ چنان‌که در سال ۱۹۲۳ میلادی از مقبره توتانخامون ریشهٔ این گیاه یافت شد. پزشکان مصر قدیم عصاره شیرین بیان را جهت کاستن از تلخی داروهای تلخ‌مزه و درمان بیماری‌های کبد و دستگاه گوارش به کار می‌برده‌اند.

## کشت و برداشت شیرین‌بیان
شیرین بیان از جمله گیاهان دارویی خودروست و کمتر مورد کشت و کار قرار می‌گیرد.
این گیاه نورپسند است و در مدت رویش به هوای گرم و رطوبت متوسط نیاز دارد؛ بنا بر این شرایط مطلوب برای رشد این گیاه، خاکهای حاصلخیز در زمین‌های کم ارتفاع (از سطح دریا)است که به خوبی زهکشی شده باشد (در مناطقی که سطح آب زمین بالاست). همچنین باید از آفتاب کافی برخوردار باشد.
روش تکثیر این گیاه تقسیم زمین‌ساقه  و ریشهٔ آن است. در فصل پاییز (آبان‌ماه) ریزوم گیاهان سه تا چهارساله را پس از خروج از خاک به قطعات ۱۵ تا ۲۵ سانتیمتری تقسیم می‌کنند. سپس این قطعات را در ردیف‌هایی با فاصلهٔ ۶۰ تا ۸۰ سانتیمتر می‌کارند. فاصلهٔ مناسب پاجوش‌ها از هم ۳۰ تا ۴۰ سانتیمتر است. پس از کاشت باید آبیاری انجام گیرد. با کاشت بذر نیز می‌توان به تکثیر این گیاه پرداخت. برداشت ریشه‌های این گیاه در فصل پاییز سال سوم یا چهارم صورت می‌گیرد. این عمل در سطوح کم‌وسعت با استفاده از بیل و در سطوح وسیع با ماشین‌های مخصوص انجام می‌گیرد.

## ریشه شیرین‌بیان

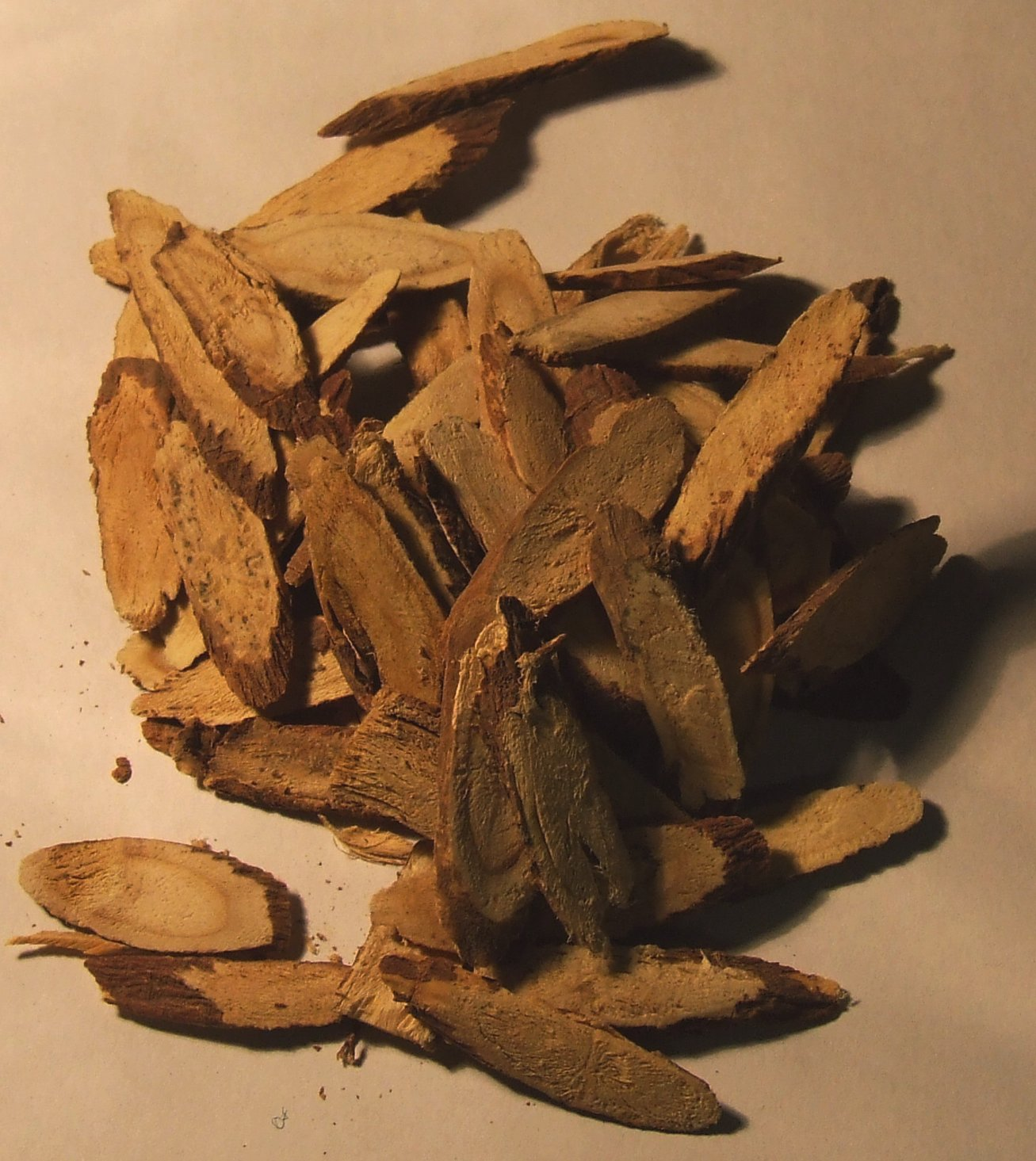
ریشه بریده شده شیرین بیان

عصاره شیرین بیان تقریباً حاوی ۱۰۰ کالری در هر اونس (۳۵/۲۸ گرم) است.
با جوشاندن ریشهٔ گیاه و تبخیر بخش عمدهٔ آب آن، ماده‌ای سیاه‌رنگ (مایل به قهوه‌ای) به دست می‌آید. این ماده به دو صورت جامد (عصاره) و شیره (رب سس) عرضه می‌گردد.
کاربرد اصلی این ماده، (در کشورهای غربی) شیرین کردن فراورده‌های غذایی است؛ چون پنجاه برابر از قند شیرین‌تر است و علاوه بر این، خواص دارویی دارد.
ریشه خشکیده شیرین بیان را می‌توان به عنوان چاشنی جوید.

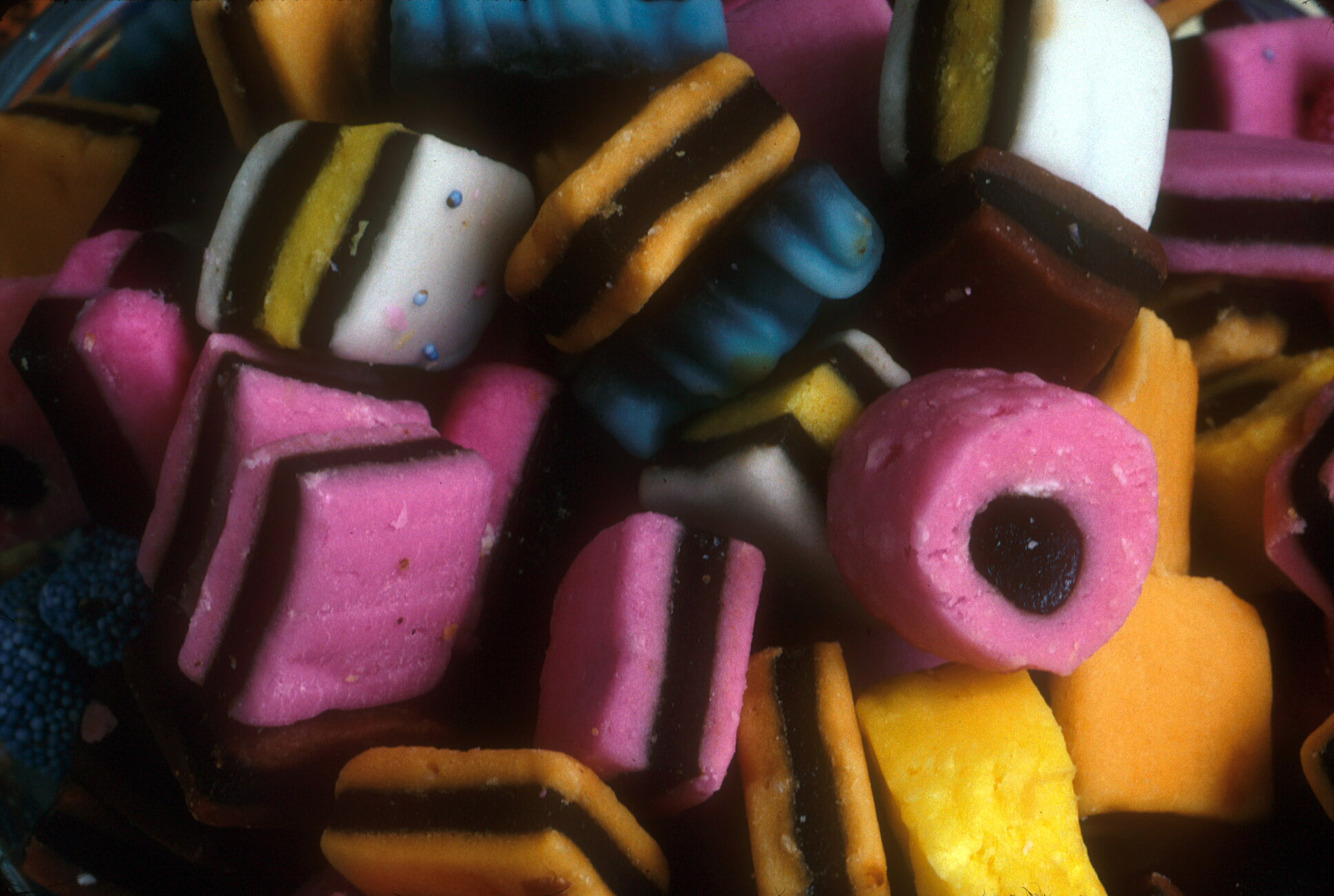
انواع تنقلات ساخته‌شده از عصاره شیرین‌بیان.

(در کشورهای غربی) طعم عصارهٔ شیرین‌بیان در انواع گسترده‌ای از تنقلات شیرین (همچون آب‌نبات) یافت می‌شود. محبوب‌ترین این شیرینی‌جات در انگلستان Liqourice allsorts است.
در قارهٔ اروپا (به غیر از انگلستان) آب‌نباتهایی با طعم تند و شور (فراورده با شیرین‌بیان) بر انواع دیگر ترجیح دارند. هرچند باید توجه داشت که طعم اغلب این‌گونه از تنقلات با روغن تخم انیسون (بادیان رومی) تقویت می‌شود و مقدار واقعی شیرین‌بیان در آن بسیار اندک است. به هر حال در هلند – که در آن آب‌نبات شیرین‌بیان موسوم به Drop (قطره) یکی از پرطرفدارترین انواع آب‌نباتهاست- فقط در اندکی از انواع متعدد این تنقلات عرضه شده به بازار، تخم انیسون (بادیان رومی) به کار می‌رود. گرچه مردم ترکیب آن با نعنا، جوهر نعنا یا برگ‌بو را نیز دوست دارند و آمیختن آن با کلراید آمونیوم نوعی آب‌نبات نمکی می‌سازد که به زبان هلندی به zout drop معروف است. پانتفرکت در یورکشایر نخستین محلی بود که ترکیب شیرین بیان با شکر به عنوان نوعی از شیرینی‌جات، به شکل امروزین مورد استفاده قرار گرفت.
شیرینی پانتفرکت در اصل همان‌جا ساخته شد.
شیرین بیان در محاورهٔ مردم یورکشایر با عنوان اسپانیایی شناخته شد؛ ظاهراً به این سبب که راهبان اسپانیایی ریشهٔ شیرین بیان را درصومعهٔ ریوالکس در نزدیکی تیرسک پرورش دادند.
چاشنی شیرین بیان همچنین در نوشابه‌های غیرالکلی به کار می‌رود و نیز ته‌مزه‌ای مطبوع به بعضی جوشانده‌های گیاهی می‌بخشد. این امر همچنین در تغییر دادن مزه‌های نامطبوع برخی داروها نیز کاربرد دارد. جوانان هلندی اغلب خودشان نوشیدنی شیرین بیان را تهیه می‌کنند. همچنین نوشابهٔ محبوب هلندی‌ها نوعی لیکور است که مادهٔ اصلی آن شیرین بیان است.
مردم ایتالیا (به‌ویژه در نواحی جنوبی) دوست دارند که از شیرین بیان به شکل طبیعی‌اش استفاده کنند؛ به این نحو که ریشهٔ این گیاه از زمین بیرون کشیده شده، پس از شسته شدن به عنوان خوشبوکنندهٔ دهان جویده می‌شود. در سراسر ایتالیا عصارهٔ خالص شیرین بیان (بدون افزودن شکر) به شکل قطعات کوچک سیاه‌رنگ مصرف می‌شود و طعم آن تلخ و تند است. در انگلستان و کالابریا نیز نحوهٔ استفاده از این ماده چنین است.
در آشپزی چینی شیرین بیان همچون چاشنی در پخت غذاهای مطبوع استفاده می‌شود و اغلب برای خوش‌طعم کردن سوپها و غذاهایی که در سس سویا جوشانده می‌شود، به کار می‌رود.
شیرین بیان در سوریه نیز بسیار خواهان دارد و به صورت نوشیدنی در بازار عرضه می‌شود.
این ماده همچنین عنصر اصلی نوشابه غیرالکلی بسیار معروف مصری موسوم به عرقسوس است. به خصوص در ماه رمضان جهت کاهش تشنگی مورد استفاده قرار می‌گیرد.

## کاربرد دارویی
قسمت مورد استفادهٔ شیرین بیان ساقه‌های زیرزمینی و ریشه‌های گیاه است که دارای ترکیبات مختلفی است. مهم‌ترین ماده اصلی که موجب شیرینی شیرین بیان است، ترکیب موجود در ریشه‌های گیاه به نام اسید گلیسریزیک است که پنجاه برابر از شکر شیرین‌تر است و مقدار آن با توجه به شرایط محیطی و گونه گیاه بین ۵ تا ۲۰ درصد است. اسید گلیسریزیک با افزایش سن گیاه افزایش می‌یابد. طعم عصاره بسته به انواع مختلف گیاه، متغیر است؛ مثلاً شیرین بیان اسپانیایی طعم ملایم دارد؛ در حالی که شیرین بیان یونانی دارای طعمی نسبتاً تلخ است. عصاره این گیاه حاوی ترکیب گلیسیریزین، اسید گلیسریزیک و نمک‌های پتاسیم و کلسیم است. اسید گلیسریزیک و گلیسیریزین برای درمان زخم‌های گوارشی مفید است.
ریشه‌های این گیاه حاوی کومارین، فلاون، روغنهای فرار و استرول گیاهی نیز هست.
پودر ریشهٔ شیرین بیان (ریشهٔ خشک ساییدهٔ گیاه) خلط‌آوری مؤثر است و از زمان‌های باستان به این منظور مورد استفاده بوده‌است؛ مخصوصاً هندوها آن را در داروی Ayurvedic (برگرفته از کلمه سانسکریت ayur-veda به معنی علم حیات) به کار می‌برده‌اند (همچنین به عنوان خمیردندان) و به جاستی‌مادهو (Jastimadhu) معروف بوده‌است.
ترکیبات موجود در ریشهٔ گیاه شیرین بیان در مقابله با پوسیدگی دندان نافع است. ترکیبات موجود در ریشهٔ گیاه خاصیت ضد میکروبی دارد؛ بنا بر این می‌توان از شیرهٔ این گیاه به عنوان مادهٔ ضدپوسیدگی در محلول‌های شستشوی دهان و نیز خمیر دندان‌ها استفاده کرد.
در طب سنتی از این گیاه برای درمان اسپاسم عضلات و تورم، برونشیت، روماتیسم و ورم مفاصل استفاده می‌شود.
امروزه نیز عصارهٔ شیرین بیان یکی از اجزاء ترکیبی شربت سرفه به‌شمار می‌رود. این ماده به شکل طبیعی‌اش، در درمان زخمهای دهان و دستگاه گوارشی مفید است. شیرین بیان همچنین مدر (ادرارآور) و ملیّن است و می‌توان آن را به عنوان عامل ضدویروس موضعی برای زخم و التهاب زونا، چشم، دهان و دستگاه تناسلی به کار برد.
مهم‌ترین خاصیت شیرین بیان، تأثیر بر دستگاه گوارش است. این گیاه درمان‌کننده ورم و زخم معده و اثنی‌عشر است و بر روی سرطان معده تأثیر مطلوب دارد. همچنین برای درمان سوءهاضمه و از بین بردن نفخ شکم مفید است.
شیرین بیان بر سیستم درون‌ریز بدن نیز تأثیرگذار است و مصرف آن ممکن است مقدار تستوسترون خونابه را کاهش دهد. با این حال مشخص نیست که آیا بر میزان تستوسترون آزاد نیز مؤثر است یا خیر.
یکی از خواص دارویی شیرین بیان خاصیت ضد لک و روشن‌کنندگی آن بر پوست است که در قالب کرم‌های مراقبت از پوست ارائه شده‌است.

## احتیاطات مصرف
مصرف بی رویهٔ شیرین بیان یا سایر فراورده‌های آن به سبب تحریک غدد فوق کلیوی و ترشح بیش از اندازهٔ هورمون آلدسترون ممنوع اعلام گردیده‌است. این حالت سبب عوارضی چون اختلال در فعالیت‌های متابولیسمی، کاهش پتاسیم خون و بالا رفتن فشار خون می‌گردد.
در صورت مصرف بیش از ۲۰ گرم در روز، بروز عوارض نامطلوب بعید نیست.
استفادهٔ زیاد از شیرین بیان برای طحال نیز مضر است.
مصرف بسیار بالای شیرین بیان ممکن است به بروز حالاتی خطرناک نظیر فشار خون و حتی سکتهٔ قلبی منجر شود و تهدید کننده حیات است.
برخی از افراد با مصرف زیاد شیرین‌بیان دچار درد عضله و عده‌ای دیگر با کرخت شدن دست و پا و حتی فلج هر چهار اندام (کوادری پلژی) مواجه می‌شوند.
مصرف زیاد این ماده سبب افزایش وزن نیز می‌شود.
در صورت بالا بودن فشار خون یا ناراحتی کلیه، قلب یا کبد باید از مصرف شیرین بیان پرهیز کرد.
مصرف این گیاه و فراورده‌های آن برای زنانی که در دوران بارداری یا شیردهی‌اند، منع شده‌است.
البته با رعایت میزان معقول مصرف شیرین بیان می‌توان از بروز این مشکلات جلوگیری کرده، از خواص بسیار مفید آن بهره برد. در صورت لزوم مصرف طولانی‌مدت شیرین بیان، بهتر است آن را با کتیرا ترکیب کرد.

## نگارخانه

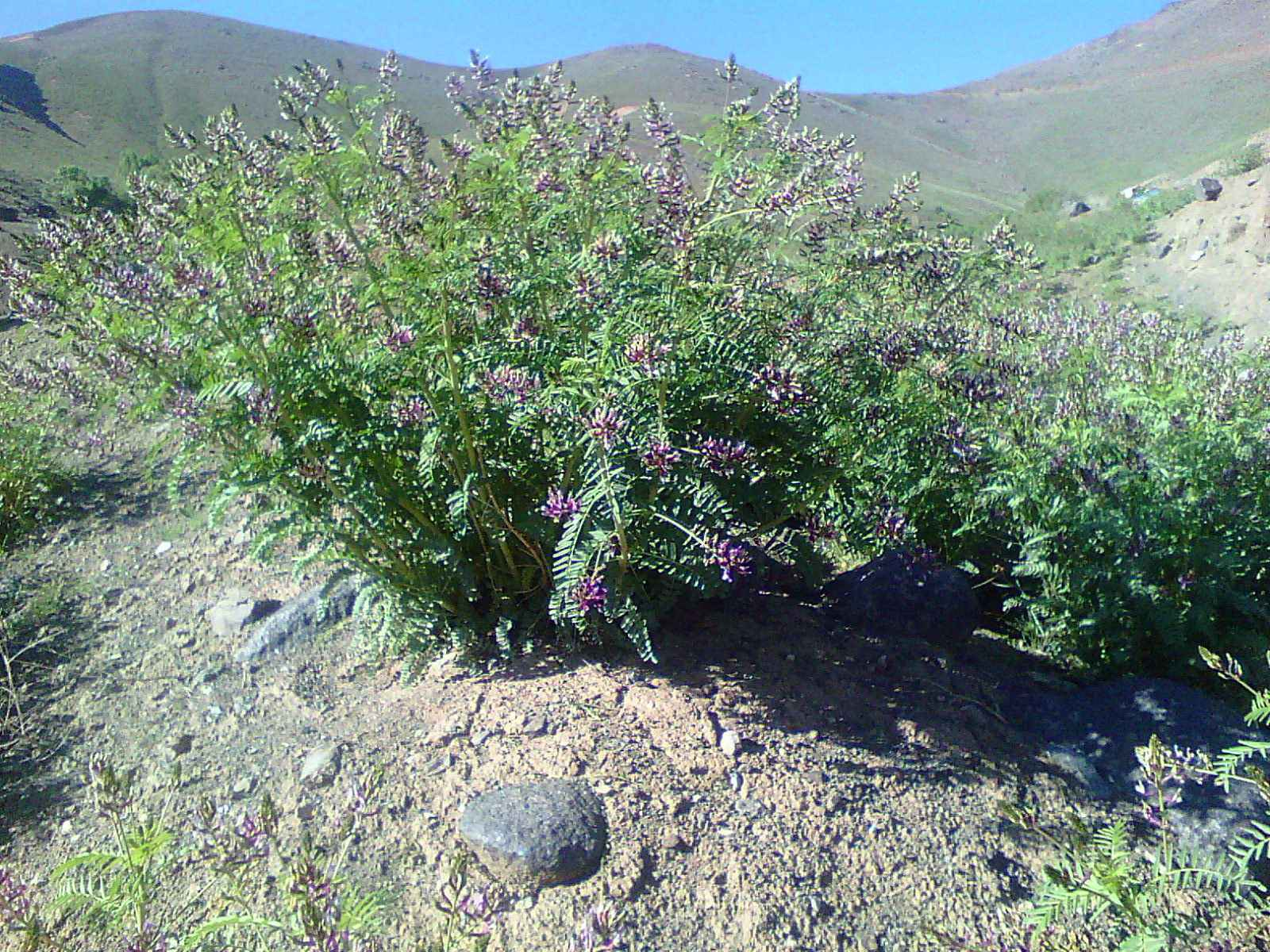
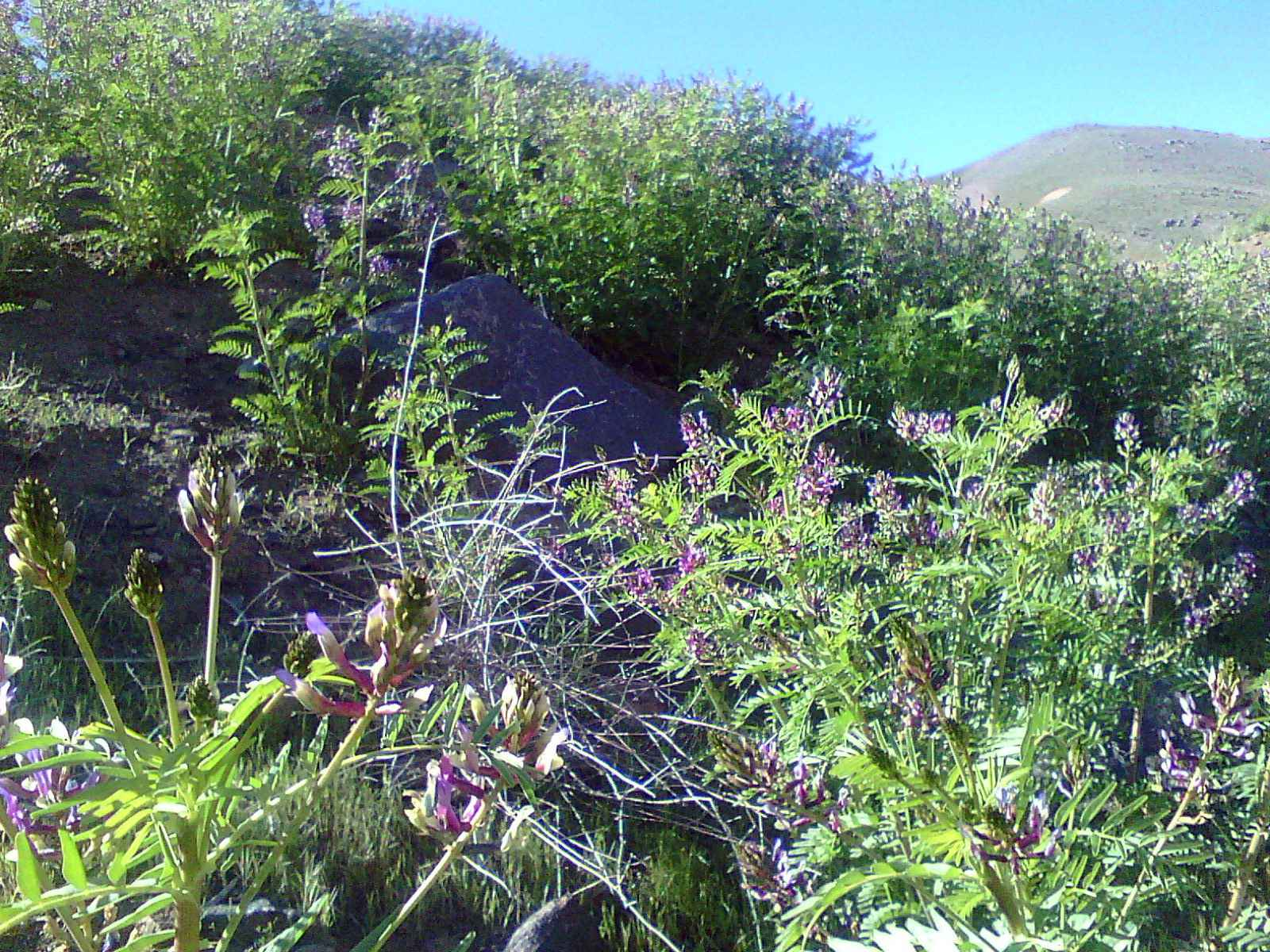
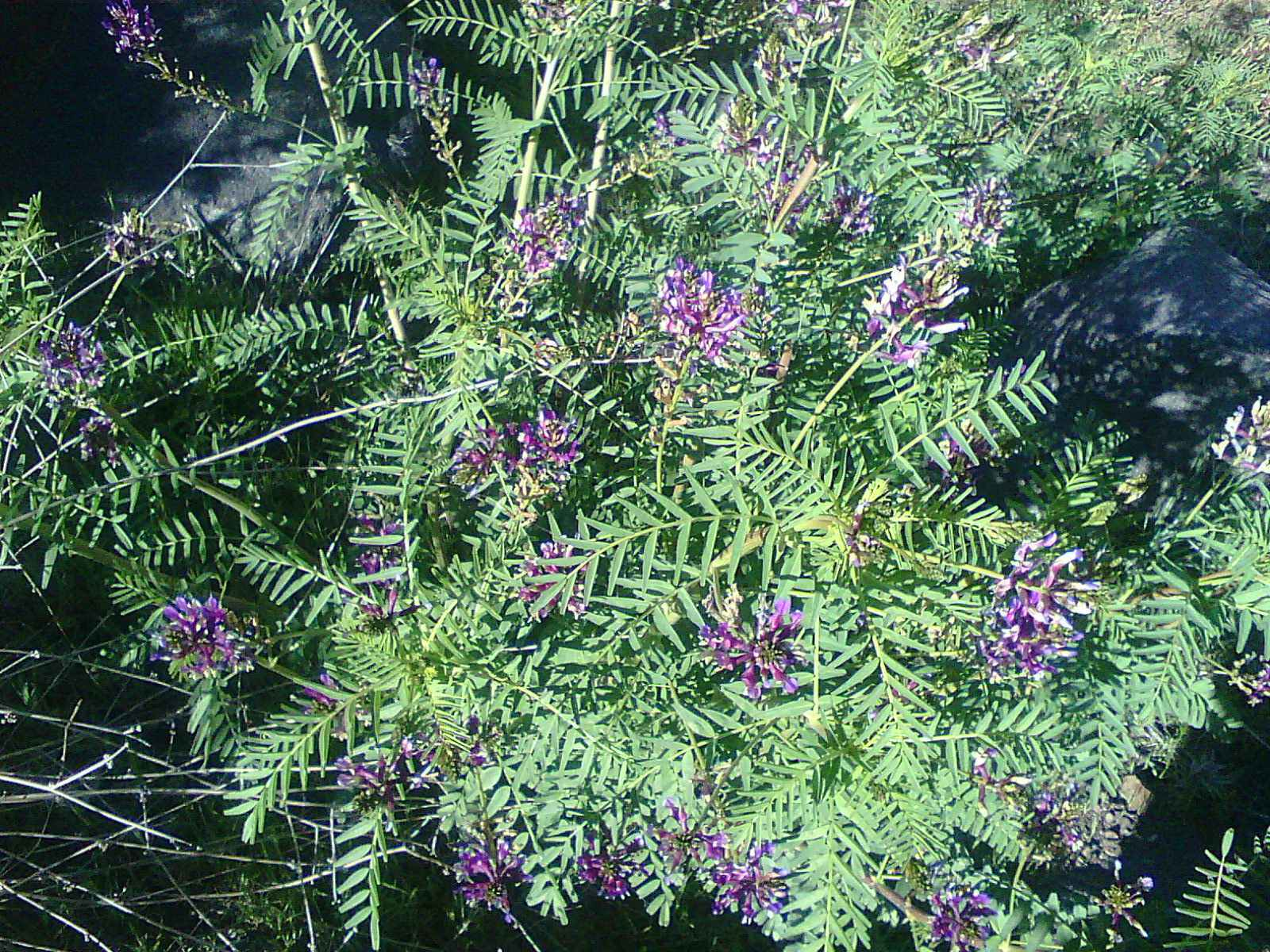
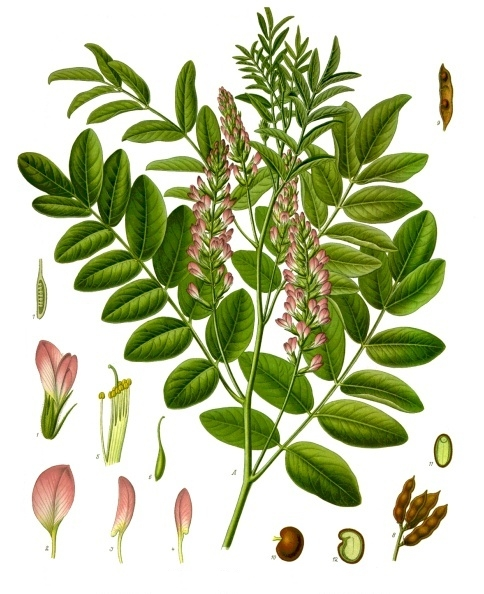
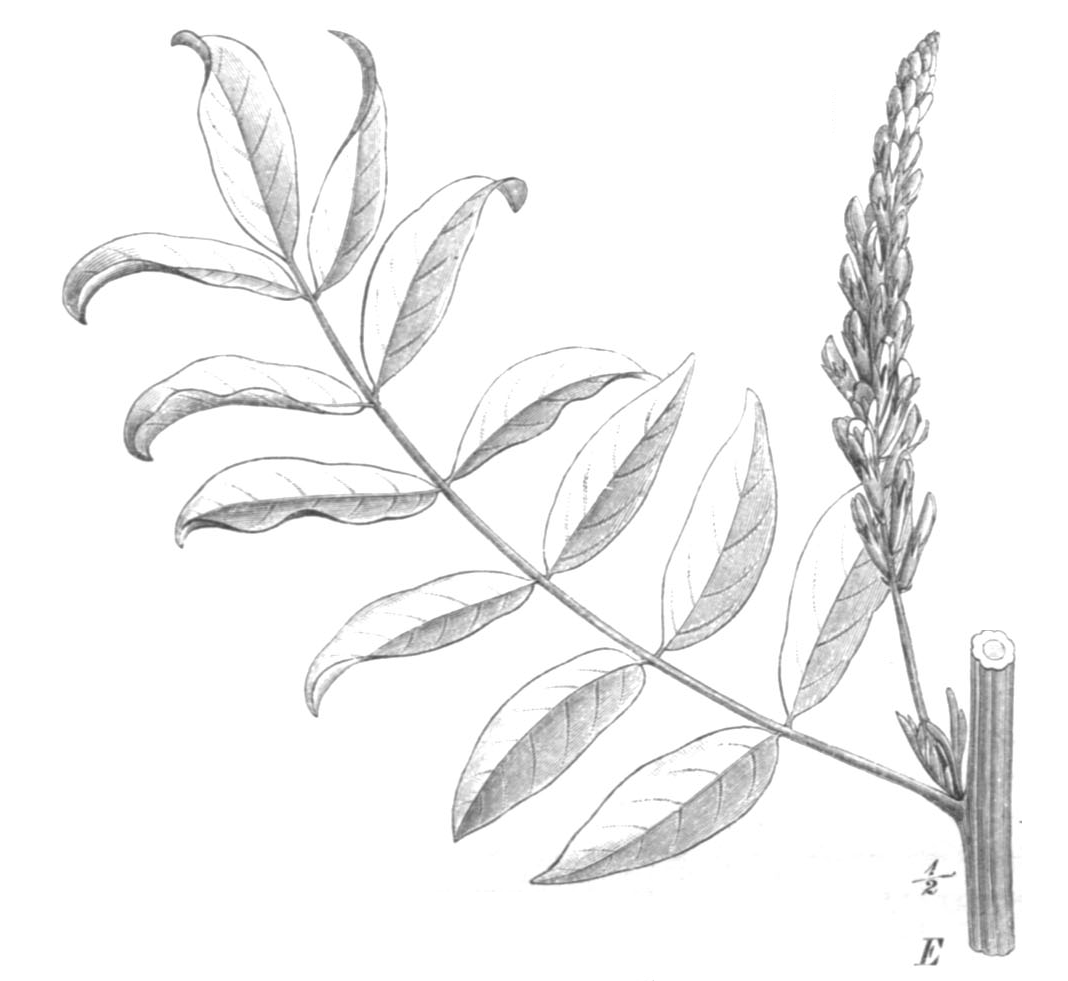
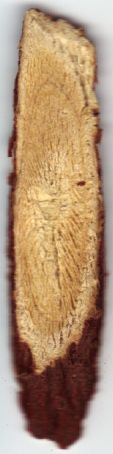
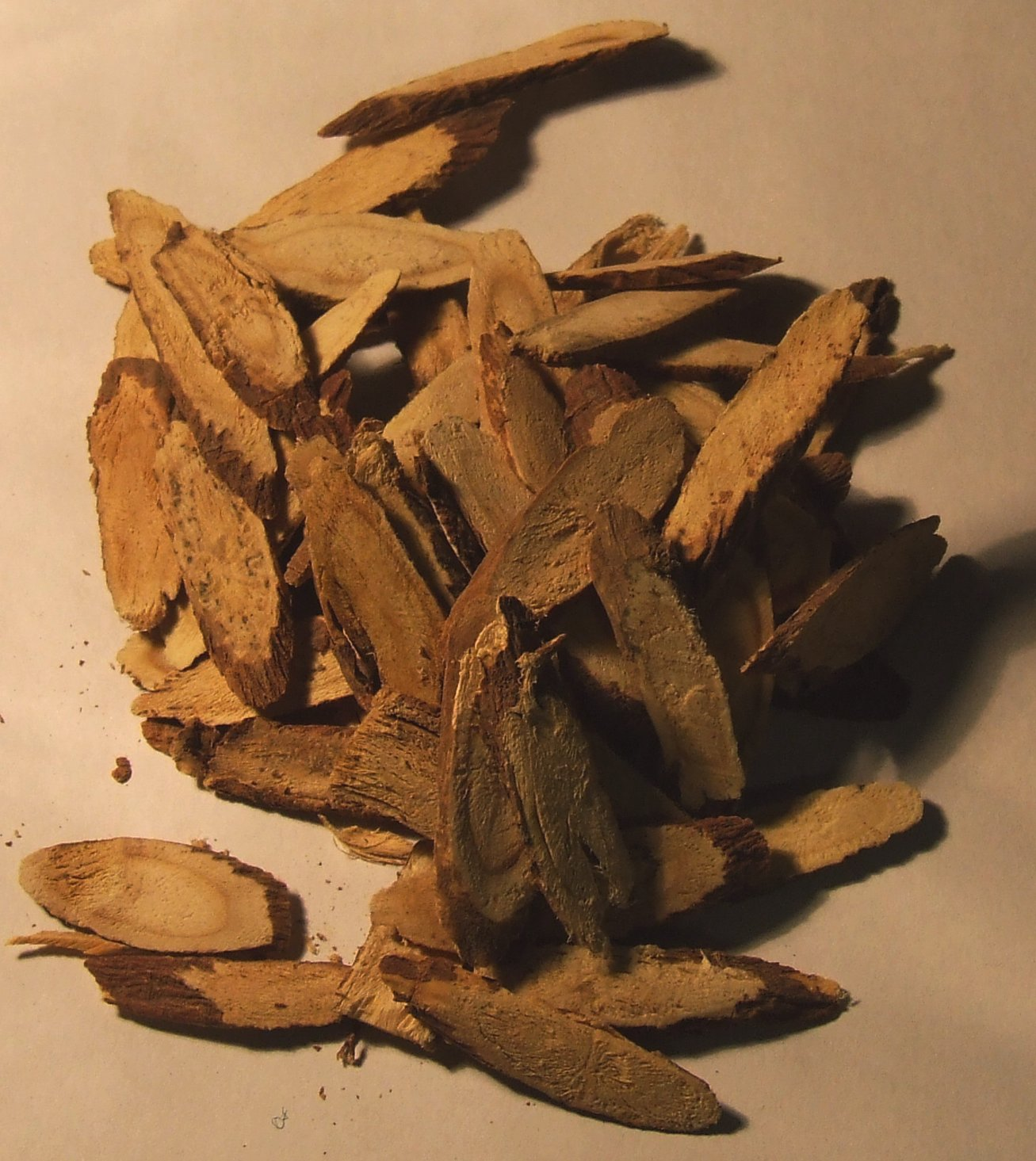
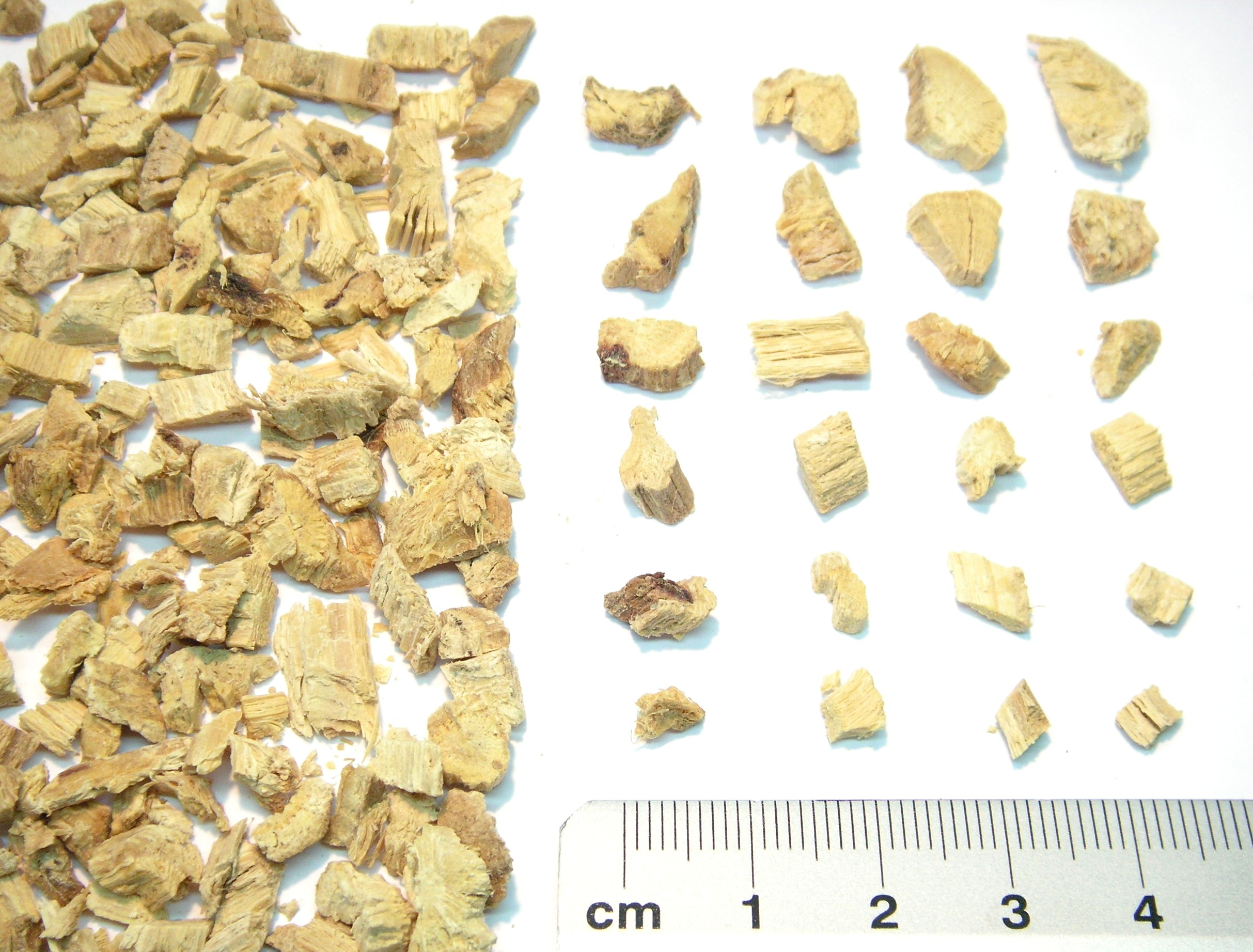

## واژه‌نامه
1. ↑  Glycyrrhetinic acid
2. ↑  Glycyrrhizin